# Gong Jin'ou

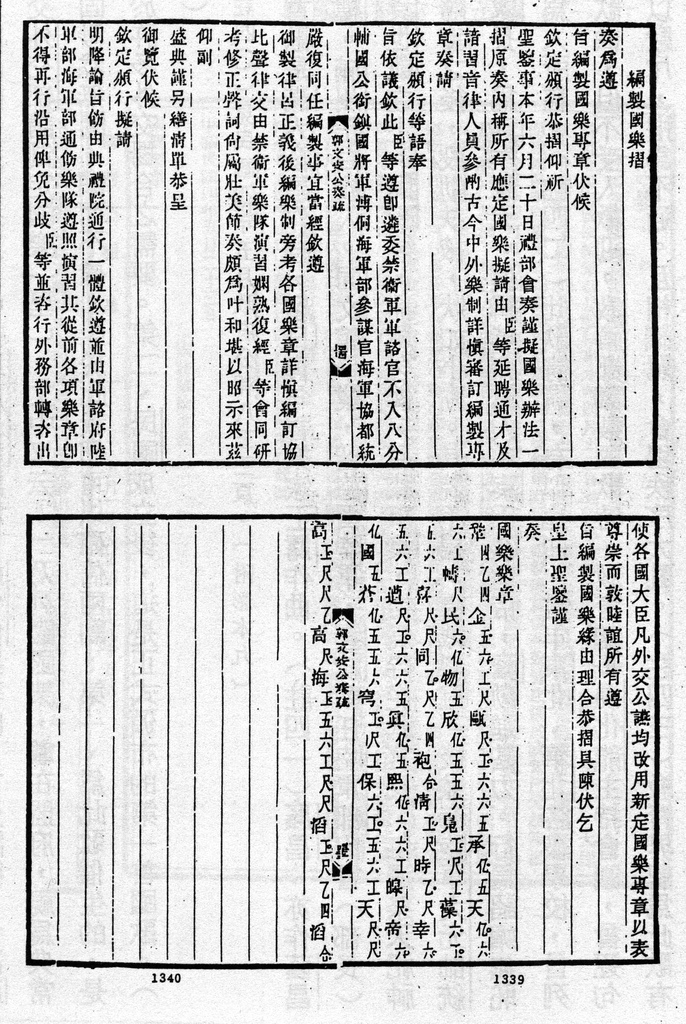
Document governamental amb notació musical Gongche

Gong Jin'Ou (Xinès tradicional:  鞏金甌, Xinès simplificat: 巩金瓯, pinyin: gǒng jīn'ōu, literalment "Copa d'or sòlid") va ser el primer himne nacional de la Xina, creat durant el regnat de la dinastia Qing; tot i això, es va fer servir durant poc temps degut a la revolució que dugué a l'establiment de la República de la Xina.
La cançó va ser composta per Pu Dong (溥侗), un oficial de rang superior de la Guàrdia Imperial. La lletra, escrita en xinès clàssic, és obra de Yan Fu (嚴復, 严复), comandant de la Marina de Qing. Guo Ceng Xin (郭曾炘) feu alguns ajustaments menors i en feu també els arranjaments musicals. La cançó va ser adoptada com a himne pel govern de Qing el tretzè dia del vuitè mes del tercer any del regnat de l'Emperador Xuantong (4 d'octubre de 1911). Tanmateix, sis dies després esclatà la revolta de Wuchang, que dugué a al final de la dinastia Qing amb la proclamació de la República de la Xina l'u de gener de 1912, i l'abdicació de l'emperador el 12 de febrer de 1912.
Com a resultat d'això, l'himne no va aconseguir mai cap popularitat. Des del punt en què honora la dinastia Qing, es considera també un himne reial.

## Lletra
| Xinès tradicional                                                                          | Xinès simplificat                                                                          | Pinyin | Traducció |
| ------------------------------------------------------------------------------------------ | ------------------------------------------------------------------------------------------ | --- | --- |
| 鞏金瓯， 承天幬， 民物欣鳧藻， 喜同袍， 清時幸遭。 真熙皞， 帝國蒼穹保。 天高高， 海滔滔。 | 巩金瓯， 承天帱， 民物欣凫藻， 喜同袍， 清时幸遭。 真熙皞， 帝国苍穹保。 天高高， 海滔滔。 | Gǒng jīn'ōu, Chéng tiān chóu, Mín wù xīn fú zǎo, Xǐ tóng páo, Qīng shí xìng zāo. Zhēn xī hào, Dìguó cāngqióng bǎo. Tiān gāo gāo, Hǎi tāotāo. | Solidifica el nostre imperi daurat, Sota la protecció del cel, Tota la civilització deixarà de patir, Units en la felicitat i la joia, Mentre duri el regnat de Qing. El nostre imperi està guarnit amb llum, I les nostres fronteres són àmplies i protegides, El cel es desplega fins l'infinit, El mar bull amb turbulències. |